# 門田幸子 (声優)
門田 幸子（もんでん ゆきこ、1983年7月24日 - ）は、日本の女性声優。アーツビジョン所属。兵庫県出身。声優ユニット・G.G.F.の元メンバー。

## 来歴
日本ナレーション演技研究所卒業。劇団ミュージカルアカデミーオブ宝塚、劇団ひまわりに所属していた。
『G.G.F.』の藍役およびセレス役でデビュー。2004年9月20日、『G.G.F.学園祭』を以て、G.G.F.を卒業。その後、現在のアーツビジョン所属となる。
2013年12月18日に一般男性と入籍し、2014年12月18日に挙式をあげる。2017年10月1日に出産したことをTwitterで発表した。

## 人物
又吉愛と結成した声優ユニット「ハピ☆ラバ」での活動も行っている。
方言は関西弁。
趣味・特技はDVD鑑賞、声楽、ダンス、狂言。

## 出演
太字はメインキャラクター。

### テレビアニメ
2003年
- デ・ジ・キャラットにょ（子供B）

2004年
- ギャラクシーエンジェル（子供C、レポーター）

2006年
- おとぎ銃士 赤ずきん（村人）
- ギャラクシーエンジェる〜ん（アナウンスB、お母さん、銀行員、主婦B、少女 他）
- スクールランブル 二学期（女の子B）
- ちょこッとSister（ギャルB）
- NARUTO -ナルト-（アカデミーの生徒）

2007年
- CLANNAD（生徒）
- ケンコー全裸系水泳部 ウミショー（吉澤やまな、四宮部員A）
- 恋する天使アンジェリーク 〜かがやきの明日〜（子供）
- スカルマン（子供）
- ヒロイック・エイジ（ライネ）

2008年
- スキップ・ビート!（メイク係、夕樹、ヤンキー、直、美森のマネージャー 他）
- 隠の王（風魔忍、看護師、レポーター）
- のらみみ2（カエの母）
- Mnemosyne-ムネモシュネの娘たち-（女性）
- 薬師寺涼子の怪奇事件簿（女、オペレーター）

2009年
- 銀魂（門番A）
- シャングリ・ラ（義弘の母）
- 真マジンガー 衝撃!Z編 on television（ローリィ）
- 東京マグニチュード8.0（ボランティア）
- 東のエデン（空港売店員）

2010年
- あそびにいくヨ!（ジャック、メイド兵）

2011年
- もしドラ（陳花江）

2012年
- 蒼い世界の中心で（コリス＝ラムセス）

### OVA
- 私立荒磯高等学校生徒会執行部（2002年、小山）
- STRAIT JAKET（2007年、ミネア）
- AIKa ZERO（2009年、優衣）
- けいおん!（2009年、サヤカ）
- XXXHOLiC 春夢記（2009年、旅館の女性A）

### ゲーム
- CROSS WORLD 見知らぬ空のエターティア（2005年、藍）
- GALAXY ANGEL II 無限回廊の鍵（2007年、オペレーター B、セルダール使者）
- ティアーズ・トゥ・ティアラ 花冠の大地（2012年、サキュバス）
- レイトン教授と最後の時間旅行（2012年、サキュバス）
- ファイナルファンタジーXIII（2009年）
- わグルま!（2012年、サキュバス）
- 百年戦記 ユーロ・ヒストリア（2013年）
- 乙女理論とその周辺 -Bon Voyage-（2016年、ヴァレリア・テレンチェヴナ・ブッテルスカヤ[10]）
- ゼルダの伝説 ブレス オブ ザ ワイルド（2017年）
- ゼルダの伝説 ティアーズ オブ ザ キングダム（2023年）

### ドラマCD
- 世界樹の迷宮III 絶海の優姫（アルシャ）

### 吹き替え

#### 映画
- 大いなる陰謀
- オッド・トーマス 死神と奇妙な救世主（ストーミー〈アディソン・ティムリン〉）
- 奇跡のシンフォニー
- キミに逢えたら!
- クラーケンフィールド HAKAISHIN（幼い頃のレイ）
- コッポラの胡蝶の夢（アネッタ）
- サイレント・ボイス（ミーガン）
- シークレット・サンシャイン（チェヨン）
- テネイシャスD 運命のピックをさがせ!
- ハンテッド ※テレビ東京版
- ビハインド・エネミー・ライン（サラ）
- マイ・ブルーベリー・ナイツ
- 緑園の天使（ドナルド）
- みんな私に恋をする
- ルルの冒険 〜黄金の魂〜（オリバー）
- レッド・ウォーター/サメ地獄（トリシア）
- レストレス〜中天〜

#### ドラマ
- iCarly
- アガサ・クリスティー ミス・マープル3 ゼロ時間へ
- アントラージュ★オレたちのハリウッド（クリスティ 他）
- アンフォゲッタブル 完全記憶捜査（ケリー・ラティマー）
- ウェイバリー通りのウィザードたち（ジジ）
- ヴェロニカ・マーズ（カーメン）
- 気分はぐるぐる #13
- グレイズ・アナトミー5（ベッカ） #22
- サニーwithチャンス（トーニ・ハート〈ティファニー・ソーントン〉）
  - めっちゃ ソー・ランダム（トーニ・ハート〈ティファニー・ソーントン〉）
- CSI:ニューヨーク4 #4、18
- 新ビバリーヒルズ青春白書
- TOUCH/タッチ
- プライベート・プラクティス2 迷えるオトナたち #5
- ブラザーズ&シスターズ（アニー〈オデット・アナブル〉）
- ミディアム4 霊能者アリソン・デュボア（クロエ） #5
- ヤング・スーパーマン

#### アニメ
- ピクシー・ホロウ・ゲームズ 妖精たちの祭典

### ラジオドラマ
- VOMIC ストロボ・エッジ（つかさ）

### ナレーション
- 旭建設
- 九十九里浜エコウォーキングフェスタ2009
- 埼玉県自動車販売店協会
- 埼玉日産 夏フェア
- 破門 音声ガイド
- ぷらTWOぅ（TOKYO MX 2012年1月2日 - 6月5日）
- フォルトゥナの瞳 DVD副音声ガイド

### オーディオブック
- 柚子の花咲く（2017年）
- おまえじゃなきゃだめなんだ（2019年）
- 神去なあなあ日常（2019年、ミキさん）
- 兇人邸の殺人（2023年、阿波根令実）

### その他コンテンツ
- G.G.F.（神戸三宮店守護妖精・藍、セレス）
- BROCCOLI THE LIVE II in 大宮ソニックシティ（G.G.F.として参加）